# Tenedor de herejes

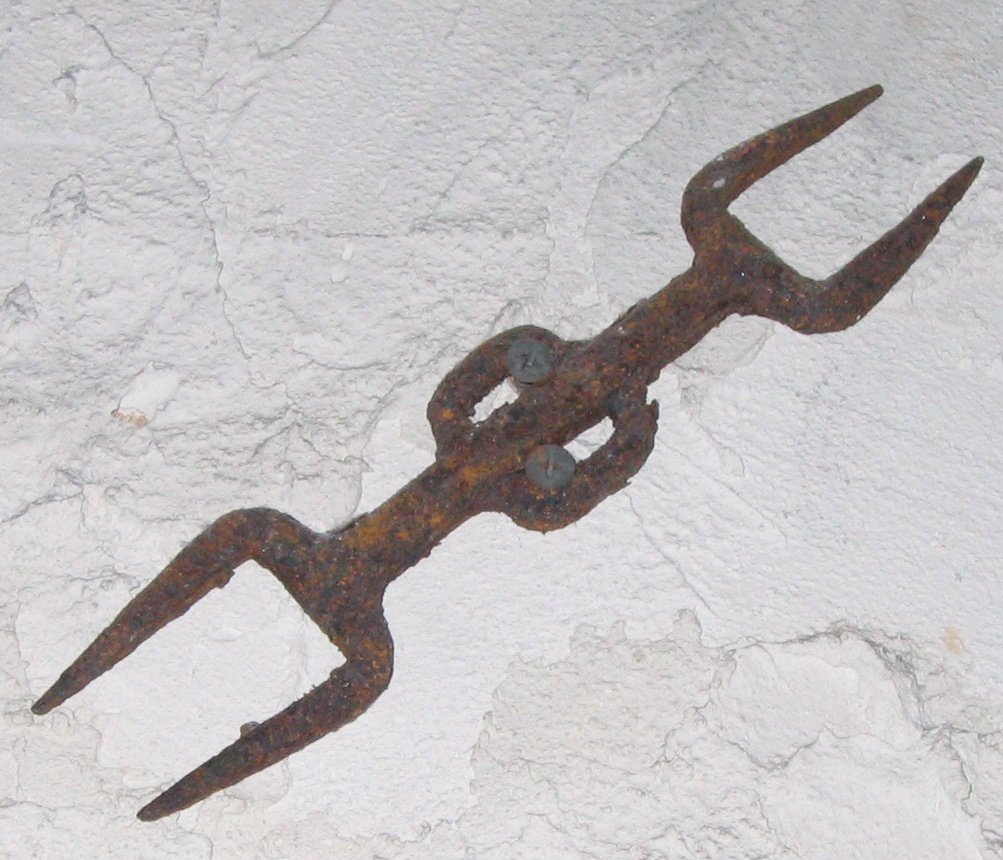
Un "tenedor del hereje" en el museo de la tortura de Friburgo de Brisgovia

El tenedor de herejes u horquilla del hereje es un instrumento de tortura de la inquisición que se usaba en los herejes señalados.
El castigo consistía en colocarle a la persona un collar metálico que, en la parte de enfrente tenía un tenedor de doble punta, de modo que una de las puntas quedaba tocando el esternón y la otra acariciaba la zona de la barbilla. La posición de las puntas impedía cualquier movimiento, haciendo casi imposible hablar o moverse sin experimentar un dolor intenso.Con cualquier movimiento hacía que las puntas del tenedor se clavaran en la carne. A pesar de que este castigo no mataba directamente a la víctima, sí que le causaba un sufrimiento largo, pues el acusado sangraba y sufría bastante hasta perder la sangre, o muerte por cansancio, fatiga, hambre o dolor.
Tradicionalmente, el tenedor llevaba grabada la palabra latina abiuro (que significa "por juramento") y fue utilizado por varias inquisiciones.